# Idioma pomeranio

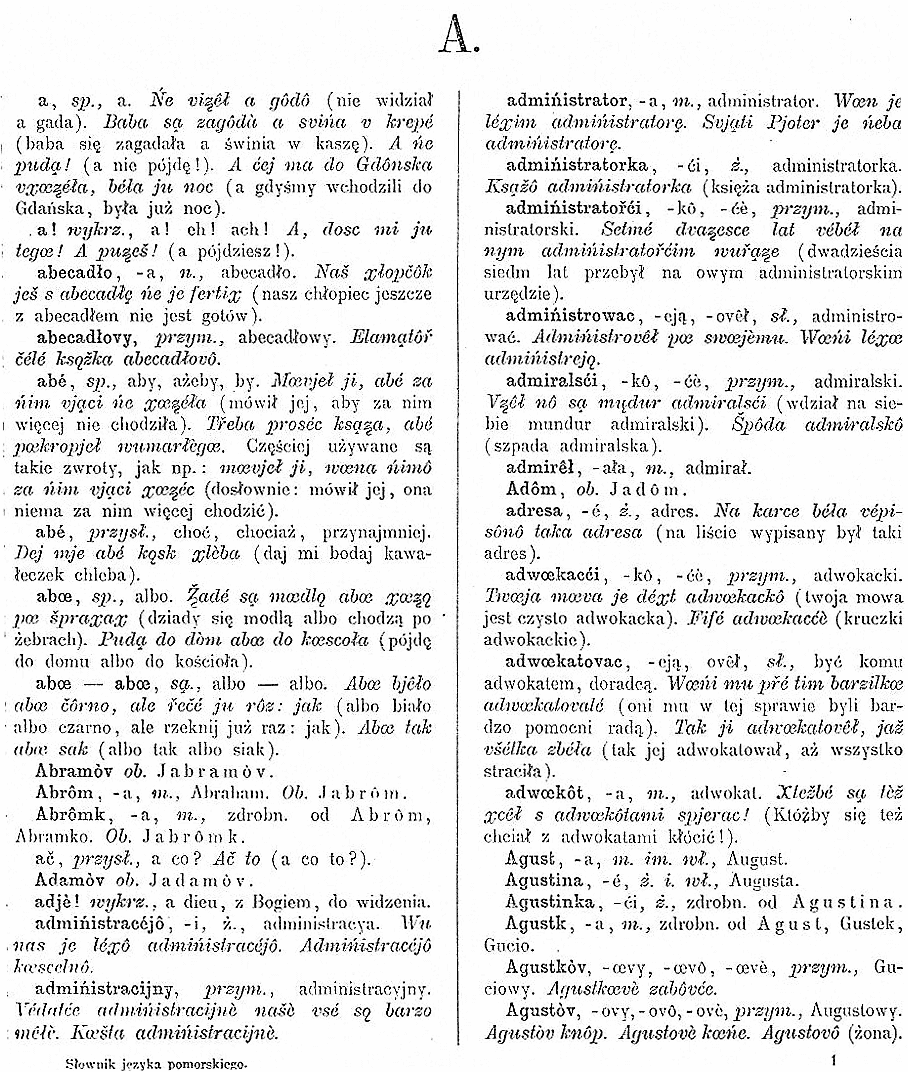
Diccionario del idioma pomeranio (casubio) de Stefan Ramułt, publicado en Cracovia en 1893.

El idioma pomeranio (en polaco, pomorszczyzna o język pomorski; en alemán, Pomoranisch o pomoranische Sprache) está formado por un grupo de variedades del subgrupo lequítico de las lenguas eslavas occidentales. En contextos medievales, se refiere a los dialectos hablados por los pomeranios eslavos. En contextos modernos, el término se usa a veces como sinónimo de casubio y a veces también se incluye al extinto eslovincio.

## Pomeranio antiguo
Durante las migraciones eslavas de la Edad Media temprana, la región comprendida entre el río Oder y el Vístula estaba ocupada por tribus eslavas de pomeranos. Sus dialectos a veces son denominados conjuntamente como "pomeranio antiguo" y eran variedades de transición entre los dialectos polabos del occidente de Pomerania y el antiguo polaco hablado en el sureste.
No han sobrevivido documentos escritos en pomeranio, por lo que los nombres pomeranos citados en documentos modernos se mencionan en otras lenguas.

## Eslovincio y casubio
Durante la Edad Media, la migración alemana produjo la asimilación étnica y lingüística de los pomeranos eslavos y se dio la progresiva substitución lingüística de sus dialectos por el bajo alemán en sus variedades pomeranaas que llegaron a ser predominantes en todas las regiones, excepto en las orientales, que retuvieron un número importante de hablantes de variedades pomeranas. En particular, las variedades eslavas se mantuvieron en la región de Pomerelia, donde a los pobladores de origen eslavo se les llamó casubios. Una bolsa de hablantes de variedades eslavas habladas hasta principios del siglo XX, situada al noroeste de Casubia, se conoció como Eslovincia. Sigue siendo una cuestión discutida si el eslovincio debe ser entendido como un dialecto del casubio o una lengua separada. Igualmente se ha discutido si el casubio debe ser considerado un dialecto polaco divergente o una lengua diferente.

## Influencia sobre otras variedades
El pomeranio influyó sobre la formación de otros dialectos del polaco, como, por ejemplo, los dialectos kociewski, borowiacki y krajniacki. Indudablemente, estos dialectos pertenecen a la lengua polaca, pero muestran algunas características comunes en el idioma pomeranio (casubio), lo cual muestra su carácter de transición.
Friedrich Lorentz suponía que el kociewski y el borowiacki fueron originalmente dialectos pomeranios, que fueron polaquizados posteriormente como resultado de la colonización polaca de los territorios donde se hablaban. De acuerdo con F. Lorentz, el dialecto krajniacki debió ser desde el inicio un dialecto polaco. La característica común de los dialectos kociewski y del casubio es, por ejemplo, la preservación parcial del autoglotónimo del grupo “TarT” y de partes de su léxico también. Para los dialectos borowiacki y pomeranios, la característica común es la fricación de las consonantes dorsales.
El idioma pomeranio ha sido influenciado a su vez por los dialectos bajo-alemanes, los cuales son usados en Pomerania. Tras la germanización, las poblaciones del occidente de Pomerania comenzaron a usar los dialectos bajoalemanes. Dichos dialectos, a su vez, fueron influenciados por el idioma pomeranio eslavo. Muchas de las palabras que se originan en el pomeranio pueden ser halladas en el vocabulario conexo a las actividades de la pesca y la agricultura. 
Las palabras Zeese / Zehse se pueden usar como uno de dichos ejemplos. Esta describe una clase de red usada para pescar y es aún conocida en los dialectos del bajo alemán de Mecklenburgo-Vorpommern hoy en día. 
Las frases y palabras provenientes del antiguo pomeranio que conservan su mismo significado -como el caso de seza- se incorporaron tanto en el casubio como en el eslovincio a través de los préstamos hechos desde el bajo alemán, y aparecieron en los diccionarios de pomeranio como ceza, lo que se traduce como “red usada en la pesca de platija y perca”. Así, esta es actualmente conocida como un "préstamo reverso de palabra", así como el pomeranio tomó prestadas varias palabras de los dialectos bajo-alemanes. Dichas palabras son conocidas en los dialectos bajo-alemanes como “pomeranismo”, o palabras tomadas directamente del idioma pomeranio.
Un término de origen pomeranio que se puede hallar en uso aún en la actualidad en el alemán y que inclusive se encuentra documentado en los diccionarios de alemán, es la frase “dalli, dalli” (traducido como "vengan, vengan"). Esta se obtuvo y mutó en los dialectos del alemán del occidente de Prusia, y a su vez se halla presente aún en el casubio moderno (pronunciado: dali, dali).

## Clasificación
La clasificación etnolingüística del pomeranio es problemática. Está clasificado por Aleksander Bruckner como uno de los antiguos dialectos polacos. A su vez, está clasificado entre los dialectos casubios y eslovincios existentes, y estos a su vez son encasillados dentro del polaco como dialectos del polaco moderno. Otros lingüistas lo emparentan con el grupo de dialectos del polabio, formándose así el subgrupo de dialectos pomeranio-polabios.